# 宝永山

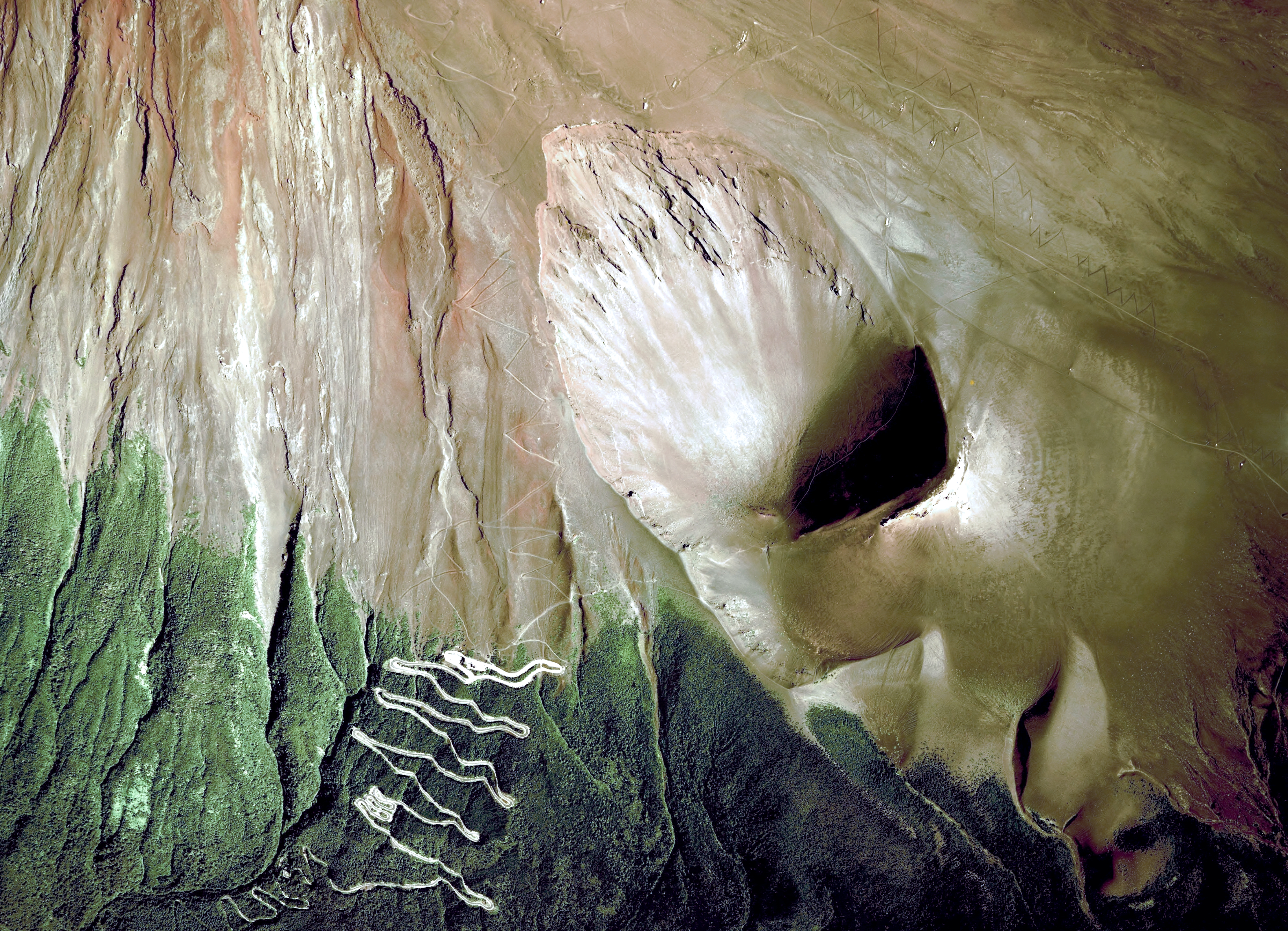
宝永山周辺の空中写真。巨大な火口の右下（南東方向）のピークが宝永山。画像左（西側）の車道終点が富士宮口五合目。1975年撮影の2枚を合成作成。
。

宝永山（ほうえいざん）は、宝永4年（1707年）の宝永大噴火で誕生した、富士山最大の側火山である。標高は2,693 m。この宝永の大噴火以降、2025年現在に至るまで富士山は噴火していないため、この宝永山が富士山の最新の側火山になる。

## 宝永火口
富士山の南東斜面にある火口で、宝永大噴火により形成された3つの火口が連なったもの。山頂側から第1火口、第2火口、第3火口と呼ばれ、第1火口が最も大きい。この噴火は49日前に発生した南海トラフ巨大地震である宝永地震によって誘発されたものと考えられており、宝永地震の翌日には富士宮付近で強い地震があった。

## 登山
宝永山頂まで登山道が整備されており、富士宮口五合目からであれば富士山登頂に比べれば登頂は難しくないが、それでも登山であるから食料や防寒着を持つとともに、スニーカーよりもハイキングに適した軽登山靴が望ましい。

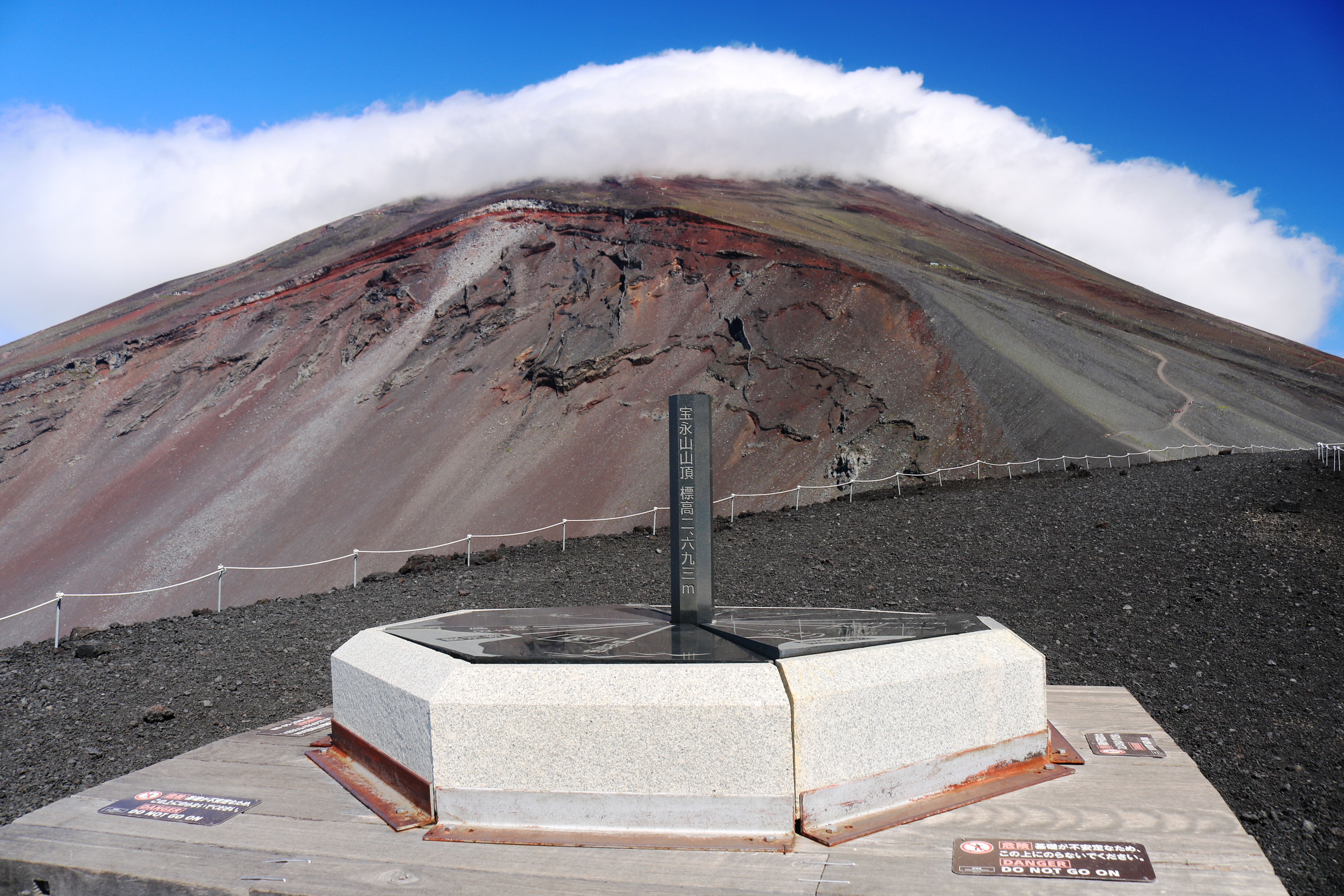
宝永山の山頂、前方に宝永火口壁
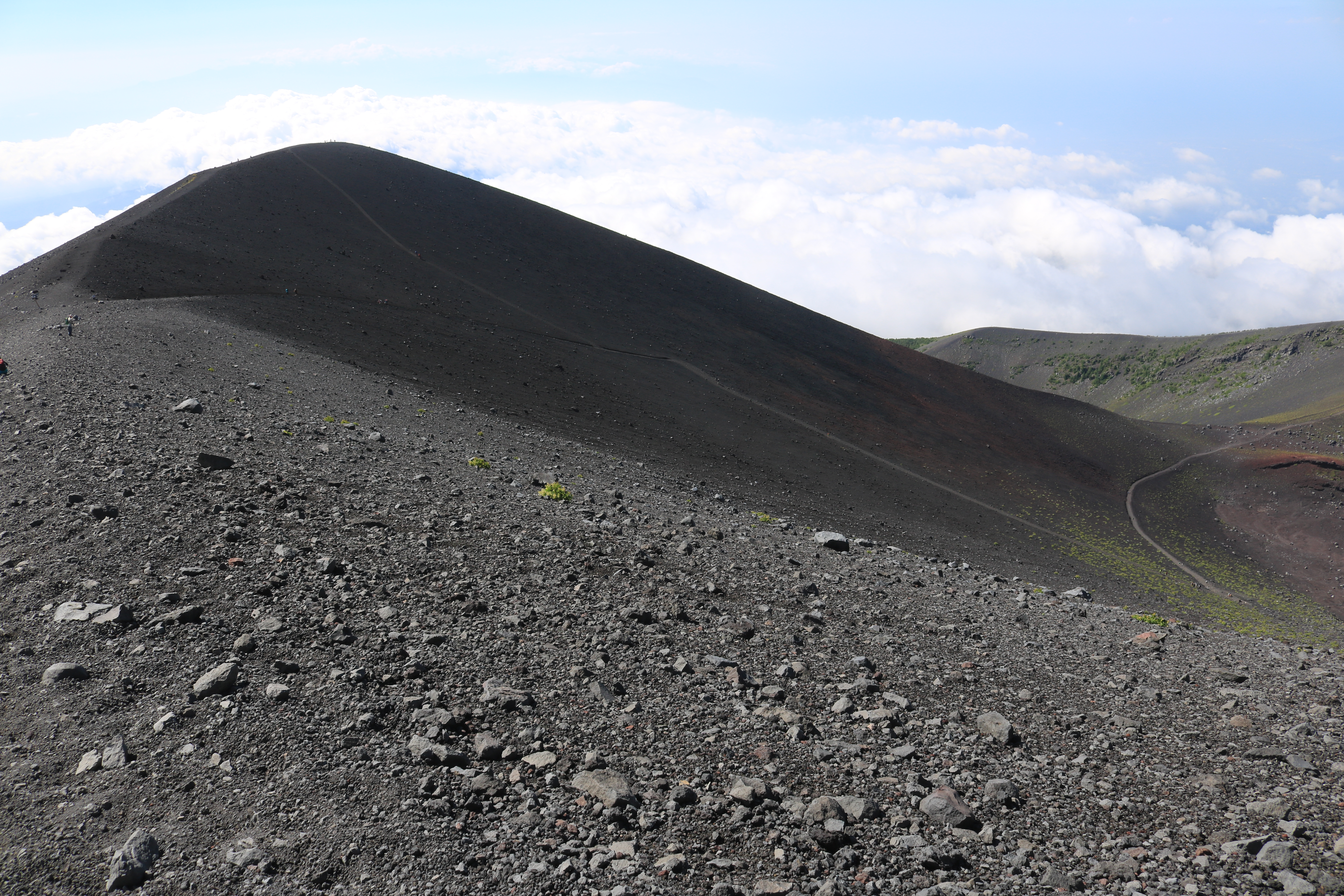
山頂部の登山道、右側に宝永火口

### 富士宮口
宝永山頂まで行かず、単に宝永火口を見るだけでも富士山の雄大さを実感することができる。宝永火口が見える地点へは、富士宮口五合目駐車場の東端から森林帯の登山道（宝永遊歩道）を利用すれば、距離が短く高低差も少ないため宝永第二火口まで約35分で着く。宝永第二火口と宝永第一火口の間は20分。宝永遊歩道の登山期間は通常、5月上旬ごろから11月中旬ごろまで。
富士宮口五合目から六合目経由の場合は宝永第一火口まで登り35分、下り30分。宝永第一火口から宝永山頂までは登り50分、下り35分。

### 水ヶ塚公園
水ヶ塚公園から宝永第二火口まで登り2時間55分、下り1時間55分。

### 御殿場口
御殿場口新五合目駐車場から御殿場口六合目まで登り4時間30分で、そこから下り六合、宝永山馬の背経由で宝永山頂まで行ける。なお、御殿場口六合目へは富士宮口五合目から宝永山経由で登った方が近く、富士宮口五合目から宝永山山頂へは1時間25分で登ることができ、2008年8月7日に皇太子徳仁親王がこのルートで富士山山頂まで登山した。

## 関連画像
|                  |                  |                  |
| 上空からの宝永山 | 宝永火口と宝永山 | 宝永火口と宝永山 |